# Gonomyia subcognatella
Gonomyia subcognatella là một loài ruồi trong họ Limoniidae. Chúng phân bố ở miền Cổ bắc.